# Lazy pod Makytou
Lazy pod Makytou es un municipio del distrito de Púchov en la región de Trenčín, Eslovaquia, con una población estimada a final del año 2024 de 1224 habitantes.
Se encuentra ubicado al noreste de la región, cerca del río Váh (cuenca hidrográfica del Danubio) y de la frontera con la República Checa y la región de Žilina.

## Demografía
| Año        | 1994 | 2004    | 2014     | 2024    |
| ---------- | ---- | ------- | -------- | ------- |
| Población  | 1455 | 1404    | 1250     | 1224    |
| Diferencia |      | −3,50 % | −10,96 % | −2,08 % |

| Año        | 2023 | 2024    |
| ---------- | ---- | ------- |
| Población  | 1217 | 1224    |
| Diferencia |      | +0,57 % |